# وتپره
وتپره (به لاتین: Vetepere) یک روستا در استونی است که در دهستان آلبو واقع شده‌است. وتپره ۲۷ نفر جمعیت دارد.

## نگارخانه

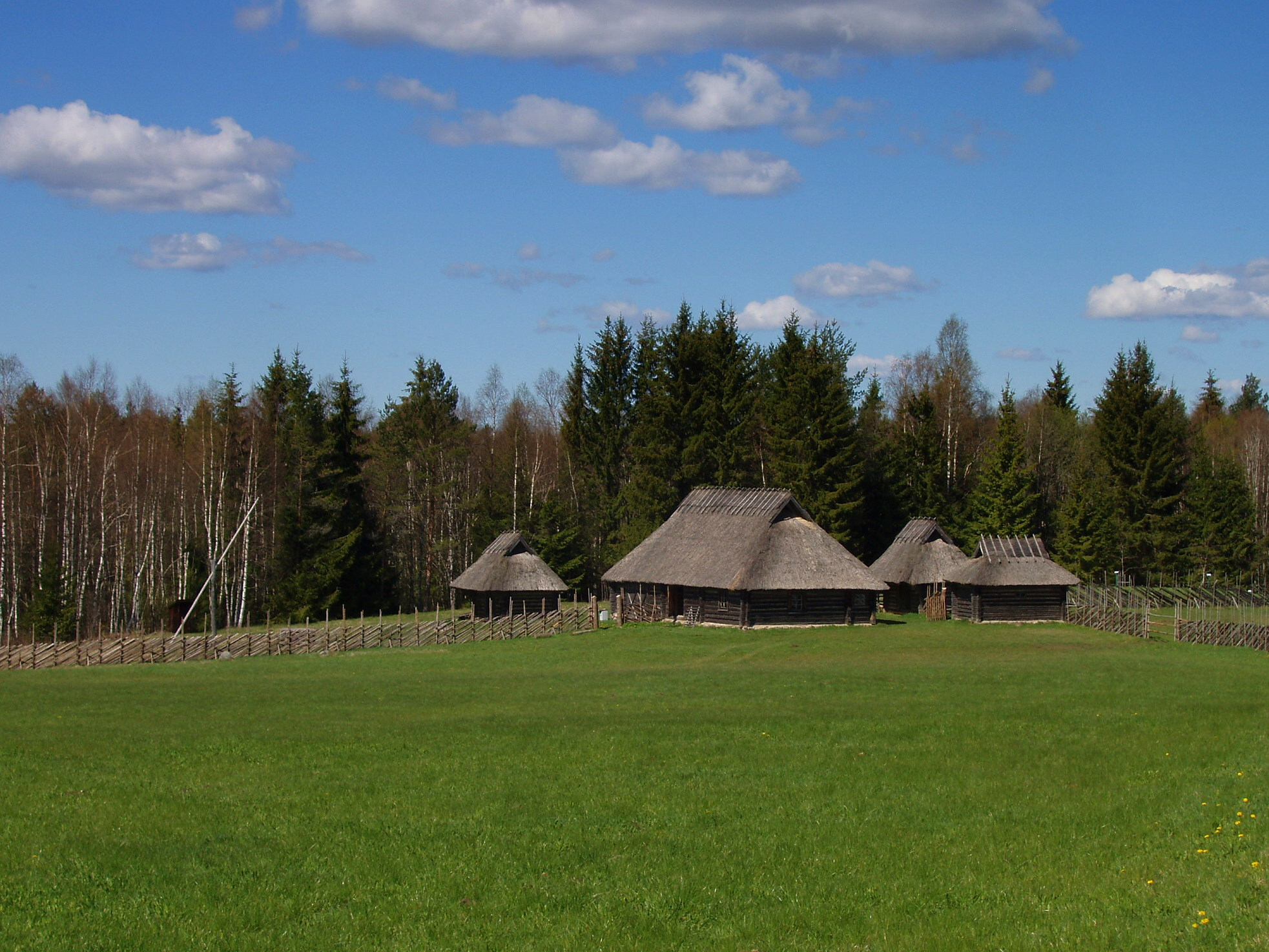
A. H. Tammsaare museum
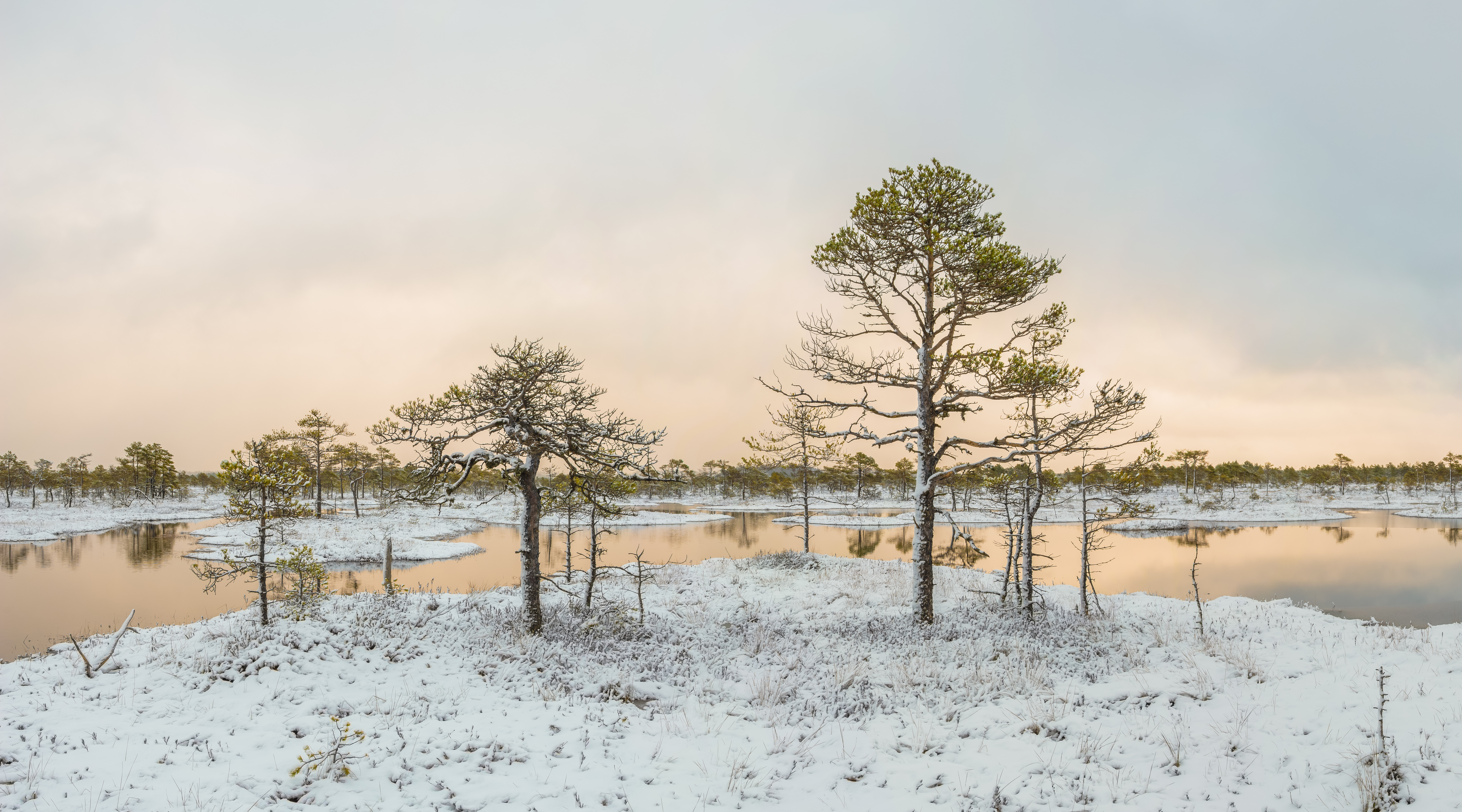
Kakerdaja bog in winter
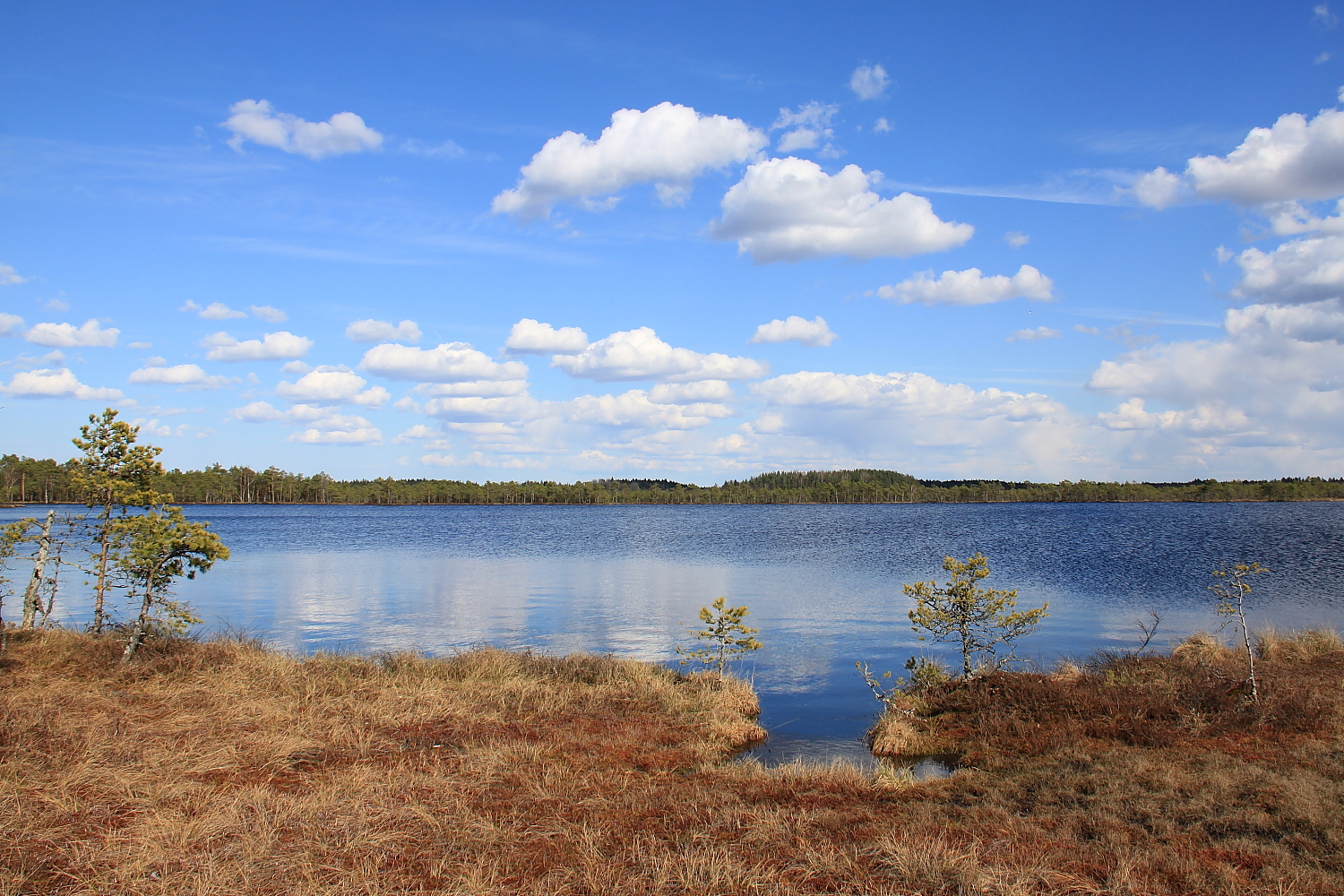
Lake Kakerdi in Kakerdaja bog
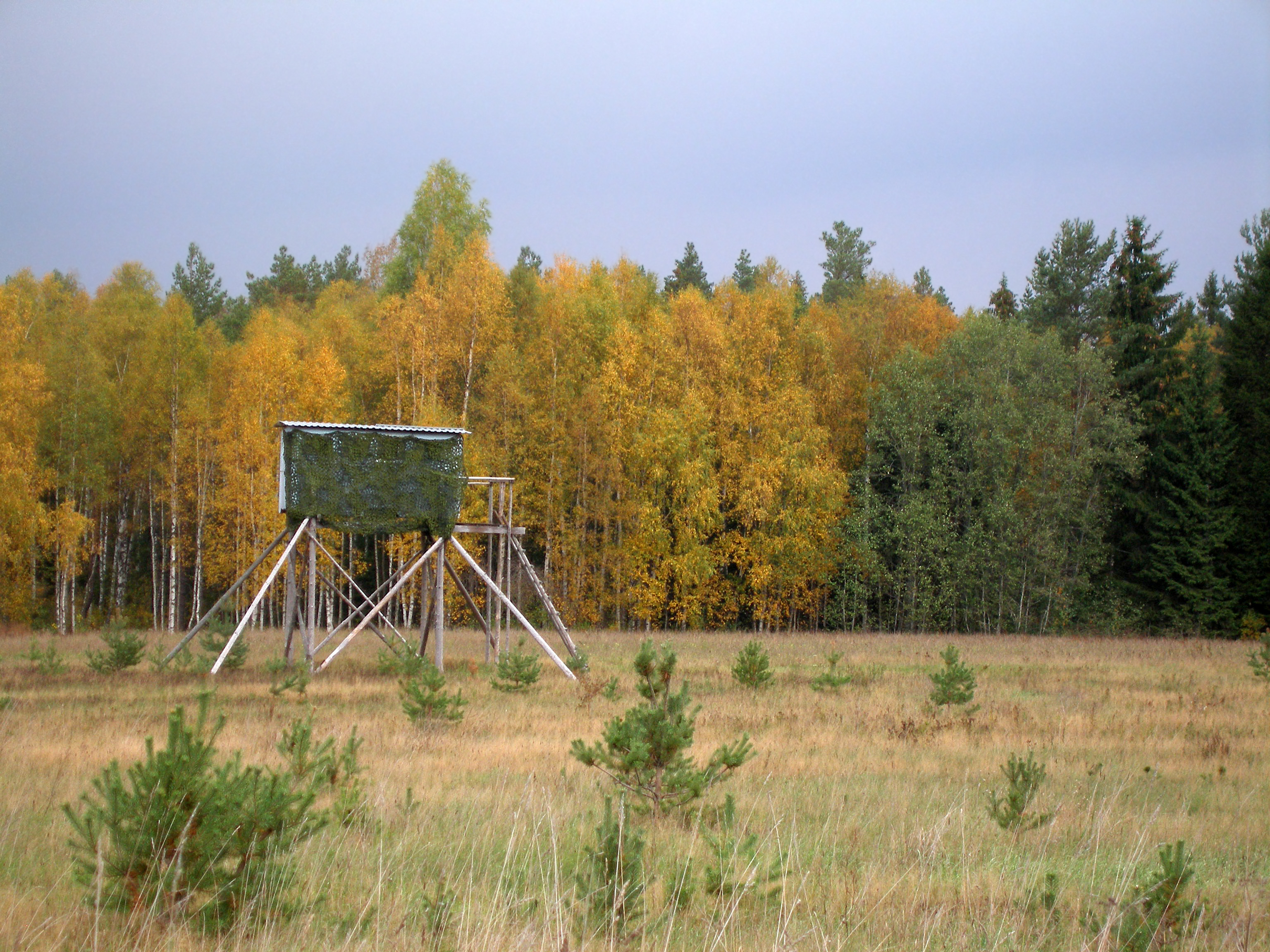
A hunting blind near Kakerdaja bog